# Crkve sv. Ante Opata u Vrisniku
Crkva sv. Ante Opata je rimokatolička crkva u selu Vrisniku, općina Jelsa, na adresi Vrisnik 60.

## Opis
Župna crkva sv. Antuna Opata izgrađena je na uzvisini, na sjevernom rubu naselja Vrisnik. Na prilazu crkvi smještena je crkvica sv. Roka s drvenim svečevim kipom. Župnoj crkvi se prilazi putom popločanim kamenim oblutcima uz drvored čempresa. Nastala je od dvojnih crkava, posvećenih sv. Antunu Opatu i sv. Katarini, izgrađenih krajem 14. ili početkom 15. stoljeća. Dvojna crkva bila je očuvana do 17. stoljeća. Sredinom 18. stoljeća ruše se svodovi dvojne crkve i građevina se zasvođuje jedinstvenim prelomljenim svodom s pojasnicama. Godine 1874. ruši se svetište iz 18. stoljeća sa sakristijom na jugu i gradi velika kapela, i iza nje sakristija. U 20. stoljeću crkva na sjevernom i južnom pročelju dobiva neskladne a-b potpornje. Crkva je izvorno imala zvonik na preslicu, koji je remodeliran kada je na jugozapadnom uglu crkve sazidan zvonik, čija je gradnja započela 1803., no dovršena je tek pred 2. svjetski rat. Istočno od crkve je groblje obzidano 1889., s ulazom u čijoj je osi kameni križ.

## Zaštita
Pod oznakom Z-4944 zavedena je, zajedno s crkvicom sv. Roka, kao nepokretno kulturno dobro - pojedinačno, pravna statusa zaštićena kulturnog dobra, klasificirano kao "sakralne građevine".

## Vanjske poveznice
|  | Zajednički poslužitelj ima još gradiva o temi Crkve sv. Ante Opata u Vrisniku |